# Twistappel

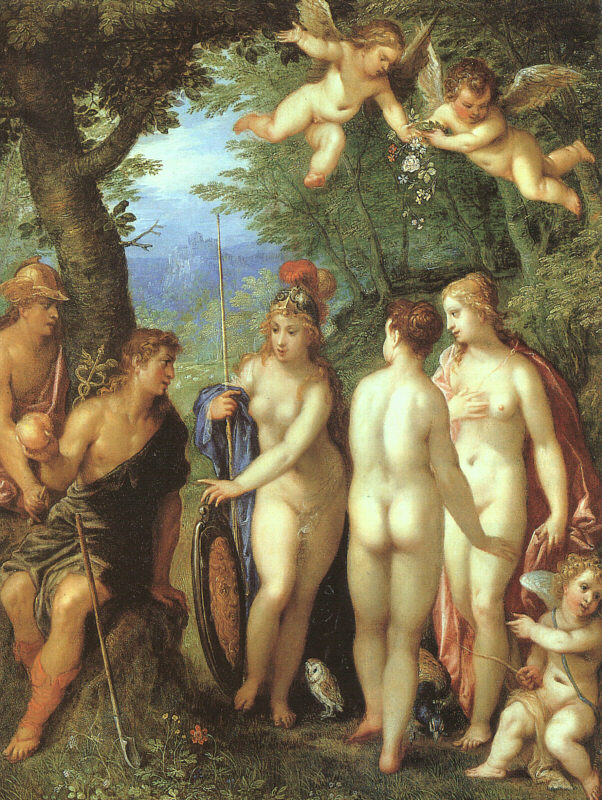
Paris heeft de appel en moet kiezen tussen Hera, Athena en Aphrodite, 1599

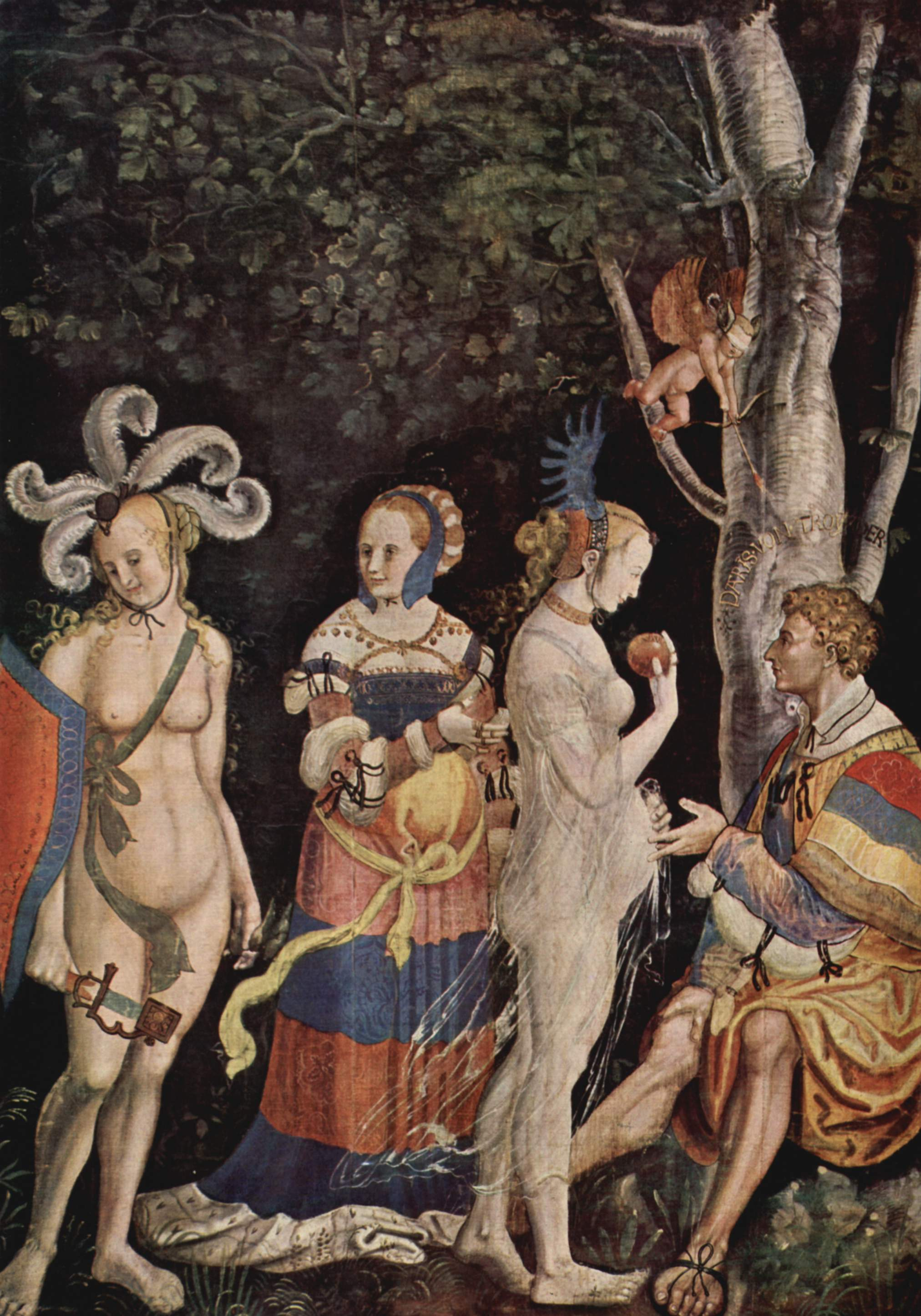
Paris geeft de appel aan Aphrodite, ca. 1520

Een twistappel is een uitdrukking voor een geschilpunt, waar behoorlijk onenigheid over bestaat, zelfs ruzie over gemaakt wordt.
Het woord twistappel is afkomstig uit de Griekse mythologie. De godin van de twist, Eris, boos dat zij als enige god niet uit was genodigd, wierp de appel onder de gasten die op de bruiloft van Peleus en Thetis aanwezig waren. Op de appel stond "τῇ καλλίστῃ" ("voor de mooiste"). Zoals Eris verwacht en gehoopt had, brak er ruzie uit: de godinnen Hera, Athena en Aphrodite vonden alle drie dat ze aanspraak maakten op deze titel. Nadat Zeus had geweigerd tussen hen te kiezen, werd de onmogelijke taak toegewezen aan Paris. De drie godinnen probeerden Paris in zijn keuze te beïnvloeden: Hera beloofde hem macht als hij voor haar zou kiezen, Athena beloofde hem wijsheid en Aphrodite beloofde hem de mooiste vrouw ter wereld. Paris oordeelde daarop dat Aphrodite de schoonste was. De schaking van de mooiste vrouw, Helena, door Paris, leidde vervolgens tot de Trojaanse Oorlog.
De appel heeft meer symbolische betekenissen, bijvoorbeeld het verhaal uit Genesis waarin een vrucht (meestal voorgesteld als een appel) aan het begin stond van de verdrijving van Adam en Eva uit het paradijs. 
In Nederland kreeg het woord twistappel een bijzondere betekenis rond 1960, toen een wandschildering van Karel Appel in het Amsterdamse stadhuis een grote rel veroorzaakte.